# E.R. Schiffahrt
Die E.R. Schiffahrt GmbH & Cie. KG war ein Schifffahrtsunternehmen mit Sitz in Hamburg. Nach eigenen Angaben beschäftigte das Unternehmen 2016 rund 3500 Mitarbeiter auf See und an Land.
Das Unternehmen bot Dienstleistungen im Bereich Neubauplanung, Modifikationen und Versicherungen an. Anfang 2018 wurde unter dem Namen Blue Star Group eine Gesellschaft für Schifffahrtsinvestments für institutionelle Anleger gegründet. Von den Geschäftsfeldern Bereederung und Chartering trennte sich das Unternehmen Anfang 2018.

## Geschichte
Die Wurzeln des Unternehmens gehen auf das 1992 von Erck Rickmers und seinem Bruder Bertram Rickmers gegründete Emissionshaus Nordcapital zurück. Anfangs gemeinsam betrieben, trennten sich beide Brüder 1996, wonach Erck Rickmers Nordcapital weiterführte und zwei Jahre später die Schifffahrtsgesellschaft E.R. Schiffahrt gründete. Der erste in Auftrag gegebene Neubau des Unternehmens war das Containerschiff E.R. Hamburg. Es hatte eine Kapazität von 2226 TEU und wurde im September 1998 in Fahrt gesetzt.
Anfangs war E.R. Schiffahrt auf den Betrieb und die Vercharterung von Containerschiffen fokussiert, ab 2006 erweiterte sich der Betrieb um Offshoreversorger (zunächst in Partnerschaft mit der norwegischen Reederei OSM), Massengutschiffe und Mehrzweckschiffe. Im Januar 2008 führte Erck Rickmers die Bereederungsunternehmen E.R. Schiffahrt und E.R. Offshore sowie die Investitionsgesellschaft Nordcapital unter dem Dach der E.R. Capital Holding zusammen.
2012 schloss sich E.R. Schiffahrt unter dem Dach der Blue Star Holding mit der Reederei Komrowski und deren Tochterunternehmen Blue Star zusammen. Die Kapitalmehrheit der Dachgesellschaft liegt bei der E.R. Capital Holding, der Holdinggesellschaft der E.R. Schiffahrt. Ebenfalls im Jahr 2012 wurde auch die erste Einheit der Ultra-Large-Container-Ship-Klasse übernommen, die E.R. Benedetta, ein Schiff des Hyundai 13.000-TEU-Standardtyps. Das Containerschiff hat eine Kapazität von 13.100 TEU und gehörte damit dem größten Containerschiffstyp des Unternehmens an.
Anfang Februar 2018 verkaufte das Unternehmen rückwirkend zum 1. Januar 2018 die Geschäftsteile Bereederung sowie die in das Unternehmen Harper Petersen ausgelagerte Befrachtung an das Bremer Unternehmen Zeaborn.

## Flotte
E.R. Schiffahrt betrieb im Oktober 2017 eine Flotte von 62 Containerschiffen und 17 Massengutfrachtern.
Zusätzlich wurden sechs Offshore-Schiffe von der Tochtergesellschaft E.R. Offshore bereedert (vier moderne Plattform-Versorgungsschiffe (PSV) und zwei Ankerziehschlepper (AHTS)).